# Richard Boone (Schauspieler)

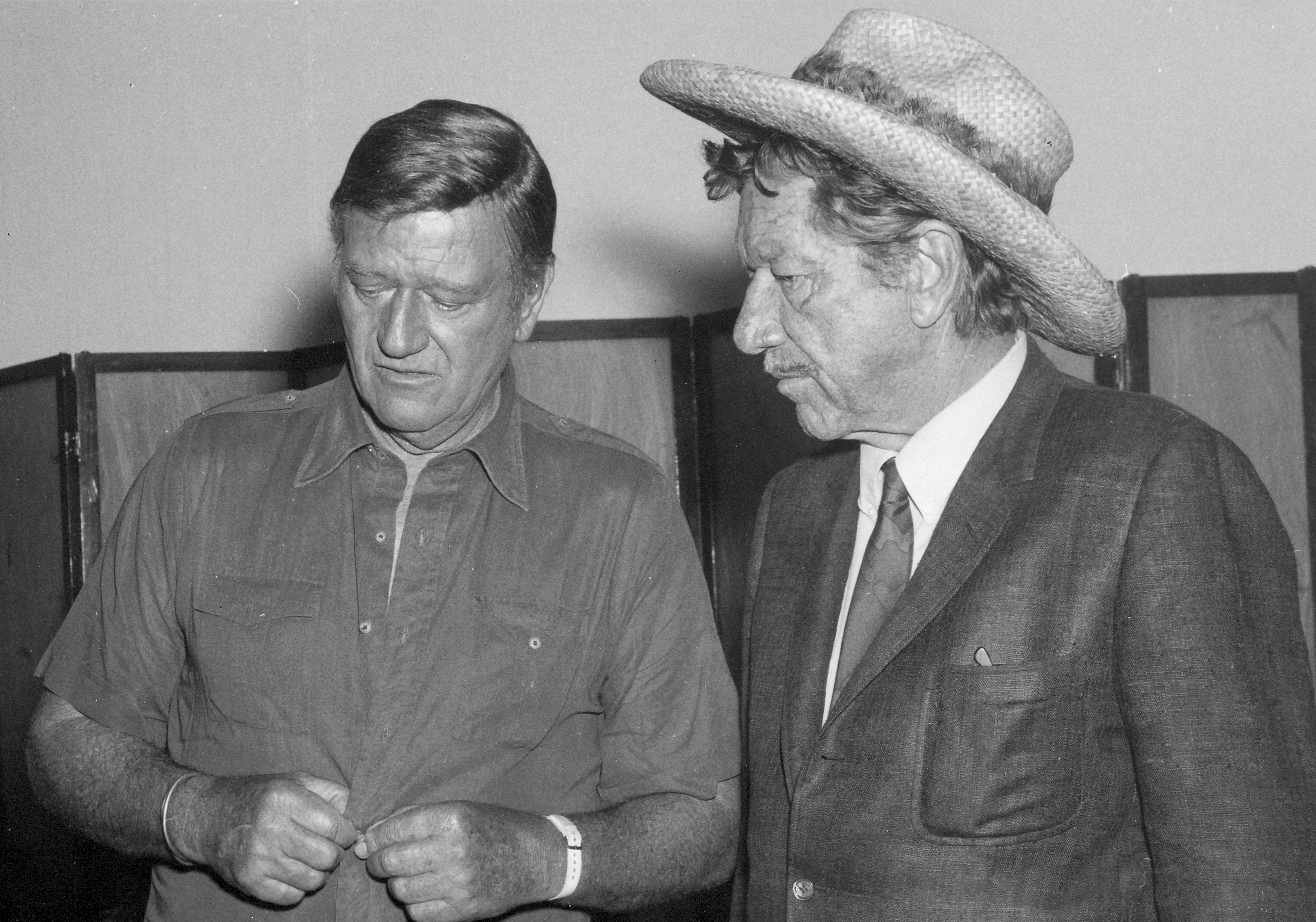
Richard Boone (rechts) mit John Wayne bei der Weltpremiere des Films Big Jake (1971)

Richard Allen Boone (* 18. Juni 1917 in Los Angeles; † 10. Januar 1981 in St. Augustine, Florida) war ein US-amerikanischer Schauspieler, der vor allem in Western spielte.

## Leben
Boone war ein direkter Nachfahre eines Bruders des Trappers Daniel Boone und Sohn eines wohlhabenden Firmenanwalts. Boone verließ die Stanford University ohne Abschluss und schlug sich stattdessen als Ölarbeiter, Barmann, Maler und Schriftsteller durch. 1941 meldete er sich zur US-Navy und war auf drei Schiffen im Fronteinsatz im Südpazifik. Nach dem Krieg nahm er Schauspielunterricht am Actors Studio in New York und debütierte 1947 am Broadway in „Medea“ (gefolgt von „Macbeth“ 1948 und „The Man“ 1950). 1950 hatte er sein Kinodebüt in Okinawa (Halls of Montezuma), wo er einen Marine spielte. Von 1954 bis 1956 war er als Dr. Konrad Styner der Star der Ärzteserie „Medic“ (die erste Fernsehserie, die realistisch den Medizineralltag zeigte), wofür er 1955 für den Emmy nominiert wurde. Zwei weitere Emmy-Nominierungen (1959, 1960) folgten für seine Rolle des Auftrags-Revolverhelden „Paladin“ in der Westernserie „Have Gun – Will Travel“, die ihn landesweit berühmt machte. Sie lief von 1957 bis 1963. Auch danach war er regelmäßig im Fernsehen, 1963/64 sogar mit eigener „Richard Boone Show“, die ihm 1964 einen Golden Globe einbrachte. Am bekanntesten war er aber als pockennarbiger, hartgesottener Bösewicht in Western. Seine bekanntesten waren The Raid (1954 von Hugo Fregonese), Man Without a Star (1955 von King Vidor), Um Kopf und Kragen (1957, von Budd Boetticher), The Alamo (1960, von und mit John Wayne, Boone spielte darin Sam Houston), The War Lord (1965 von Franklin J. Schaffner), Man nannte ihn Hombre (1967 von Martin Ritt) und The Shootist (1976 von Don Siegel als Gegner von John Wayne).
In den 1970er Jahren spielte er ab 1972 den Detektiv Hec Ramsey in der gleichnamigen TV-Serie und begann, an seiner alten Schule in New York Schauspielunterricht zu geben. Seinen letzten Film drehte er 1981 (The Bushido Blade, in dem es um die Jagd auf ein gestohlenes Samurai-Schwert geht).
Boone war dreimal verheiratet und hatte einen Sohn. Er starb in Florida an Kehlkopfkrebs. Seine Asche wurde bei Hawaii im Meer verstreut.

## Filmografie (Auswahl)
- 1951: Okinawa (Halls of Montezuma)
- 1951: Rommel, der Wüstenfuchs (The Desert Fox: The Story of Rommel)
- 1952: Die Feuerspringer von Montana (Red Skies of Montana)
- 1952: Gesetz der Peitsche (Kangaroo)
- 1952: König der Gauchos (Way of a Gaucho)
- 1953: Das Gewand (The Robe)
- 1953: Das Höllenriff (Beneath the 12-Mile Reef)
- 1954: Unter zwei Flaggen (The Raid)
- 1955: Mit stahlharter Faust (Man Without a Star)
- 1955: Desperados (Robber’s Roost)
- 1956: Noch heute sollst du hängen (Star in the Dust)
- 1957: Um Kopf und Kragen (The Tall T)
- 1958: I Bury the Living
- 1960: Alamo (The Alamo)
- 1961: Massaker im Morgengrauen (A Thunder of Drums)
- 1964: Rio Conchos
- 1965: Die Normannen kommen (The War Lord)
- 1967: Man nannte ihn Hombre (Hombre)
- 1968: Am Abend des folgenden Tages (The Night of the Following Day)
- 1969: Das Arrangement (The Arrangement)
- 1970: Der Brief an den Kreml (The Kremlin Letter)
- 1970: Madron
- 1971: Big Jake
- 1976: Der Colt Gottes (Ekdach Haelohim)
- 1976: Der letzte Scharfschütze (The Shootist)
- 1977: The Hobbit (Der Drache Smaug,Stimme)
- 1977: Der letzte Dinosaurier (The Last Dinosaur)
- 1978: Tote schlafen besser (The Big Sleep)
- 1981: Das Schwert des Shogun (The Bushido Blade)

## Broadway
- 1947–1948: Medea
- 1950: The Man
- 1959: The Rivalry

## Auszeichnungen
- 1955: Emmy-Nominierung für Medic
- 1959: Emmy-Nominierung für Have Gun – Will Travel
- 1960: Emmy-Nominierung für Have Gun – Will Travel
- 1964: Golden-Globe-Award-Nominierung für The Richard Boone Show
- 1964: Emmy-Nominierung für The Richard Boone Show